# سليمان نجيب
سليمان نجيب بك (21 يونيو 1892 - 18 يناير 1955)، ممثل مصري. وهو ابن الأديب مصطفى نجيب، وخاله أحمد زيور باشا من رؤساء وزراء مصر.

## حياته الفنية والعملية
بدأ حياته الفنية بكتابة المقالات في مجلة الكشكول الأدبية تحت عنوان مذكرات عربجي، منتقدا متسلقي ثورة 1919، وقد صعد المسرح في عهد كان يتعذر على أمثاله من الأسر المحافظة العمل فيه.
تخرج من كلية الحقوق وعمل موظفاً واشتغل في الوقت ذاته في التمثيل إرضاء لنزعته الفنية، شغل سكرتارية وزارة الأوقاف، ثم نقل إلى السلك الدبلوماسي وعمل قنصلا لمصر في السفارة المصرية باسطنبول، إلا أنه عاد إلى مصر والتحق بوزارة العدل وعين سكرتيراً فيها. كان عازمًا عن إخراج مذكراته عما يعلم عن وزارتي الأوقاف والعدل، إلا إنه توفي قبل نشرها.
شغل أيضا منصب رئيس لدار الأوبرا المصرية في القاهرة (دار الأوبرا الملكية)، حصل على لقب «بك» من الملك فاروق. لم يفكر يوماً في الزواج وقد فضّل أن يعيش برفاهية وأن يفعل ما يريد دون أن يسبب لشريكة حياته أي نكد، لأنه يعتقد أن كل النساء مخالفات ومناكفات. كما أن حالة الفقر التي عاشها في بداية حياته كانت من العوامل على نفوره من الزواج كيلا ينجب أولاداً يعيشون في جو من الفقر.[بحاجة لمصدر]
عمل في المسرح وفي السينما وصل على عدة أدوار البطولة، رغم أن مرتبه كان كبيراً وارباحه كثيرة فإنه لم يدخر شيئاً.
من أشهر أدواره كان في فيلم غزل البنات عام 1949 م وكان دوره سعادة الباشا مراد، وقد أدى هذه الشخصية بكل ارستقراطيتها مع خليط من طيبة القلب وخفة الدم. توفي في 18 يناير 1955. ولديه أكثر من 40 مسرحية ما بين تمثيل وتأليف وحوالي 52 فيلم.

## أعمال

### أفلام
- تار بايت: 1955
- أحلام الربيع: 1955-شوكت
- أماني العمر: 1955-طاهر مسعود
- الآنسة حنفي: 1954-حسونة بية
- إلحقوني بالمأذون: 1954-حمدي باشا زيزفون، عمّ سامي
- جنون الحب: 1954-ناظر المحطة
- أمريكاني من طنطا: 1954-محروس الطنطاوي
- علشان عيونك: 1954-هارون
- المحتال: 1954-المدير
- بنت الأكابر: 1953-توفيق
- بائعة الخبز: 1953-الذي ربي سامي
- أنا ذنبي إيه: 1953-عامر حسن
- قطار الليل: 1953-مفتش المباحث
- يا حلاوة الحب: 1952-عم نبيل
- ظلمت روحي: 1952-ادهم بك عبد المجيد
- عايزة أتجوز: 1952-وجدي بيه كريستال
- المنتصر: 1952
- زينب: 1952-حامد بيه
- بشرة خير: 1952-أحمد باشا مختار
- حضرة المحترم: 1952-أيوب
- مشغول بغيري: 1951
- حبيبتي سوسو: 1951
- نهاية قصة: 1951-شوكت، عم إلهام
- ورد الغرام: 1951-تيسير يسري
- الزوجة السابعة: 1950
- الآنسة ماما: 1950-يسري باشا والد منير
- إلهام: 1950-كمال بيه
- نادية: 1949
- البيت الكبير: 1949-فؤاد+قصة وسيناريو وحوار
- لهاليبو: 1949-مجدي باشا
- الليل لنا: 1949
- غزل البنات: 1949-الباشا
- آه يا حرامي: 1948
- قلبي وسيفي: 1947
- فاطمة: 1947-الباشا
- أصحاب السعادة: 1946
- لعبة الست: 1946-ايزاك
- دنيا: 1946-فتحي بيه المحامي
- لست ملاكا: 1946-حسن بيه أبو الدهب+سيناريو وحوار
- ليلى بنت الفقراء: 1945-اللواء مختار باشا
- القلب له واحد: 1945-شوكت بيه
- الحياة كفاح: 1945
- قبلة في لبنان: 1945تمثيل +قصة وحوار
- عايدة: 1942
- أخيرا تزوجت: 1942تمثيل+قصة وسيناريو وحوار
- إلى الأبد: 1941قصة وسيناريو وحوار
- أصحاب العقول: 1940
- قلب المرأة: 1940-فايز أفندي
- الدكتور: 1939-الدكتور +قصة
- دنانير: 1939-الوزير جعفر البرمكي
- الحل الأخير: 1937
- دموع الحب: 1935-حلمي
- الوردة البيضاء: 1932-إسماعيل بك والد رجاء+ قصة وحوار
- ما أقدرش: 1946-قصة
- جمال مدكور: 1942-مخرج
- كلمة الحق: 1953-مصور
- استوديو مصر: 1942-منتج

### أخرى
- مسرحية: الغيرة: 1948-حسن بك
- فيلم قصير: حفل ستوديو مصر: 1935-نفسه
- مسلسل إذاعي: جمعية العزاب-علي+تأليف
- مسلسل إذاعي: آخر إنذارتمثيل+تأليف

## روابط خارجية
- سليمان نجيب على موقع IMDb (الإنجليزية)
- سليمان نجيب على موقع الدهليز
- سليمان نجيب على موقع قاعدة بيانات الأفلام العربية
- سليمان نجيب على موقع قاعدة بيانات الفيلم (الإنجليزية)